# Alex Leatherwood
(en) Statistiques sur pro-football-reference
Alexander Leatherwood, né 5 janvier 1999 à Pensacola en Floride, est un sportif professionnel américain de football américain, actuellement agent libre, évoluant au poste d'offensive tackle dans la National Football League (NFL) depuis la saison 2021.
Sélectionné en 17e choix global lors du premier tour de la draft 2021 de la NFL par la franchise des Raiders de Las Vegas qui le libèrent dès la fin de sa saison rookie. Il joue ensuite une saison pour les Bears de Chicago, intègre en 2023 l'équipe d'entraînement des Browns de Cleveland  et en 2024 celle des, Chargers de Los Angeles qui ne le conservent pas en fin de saison faisant de lui un agent libre en 2025.
Au niveau universitaire, il a joué pour le Crimson Tide de l'université de l'Alabama pendant quatre saisons (2017-2020) dans la NCAA Division I FBS et sa Southeastern Conference (SEC). Il y remporte les championnats 2017 et 2020 et se voit décerner l'Outland Trophy 2020 et le Jacobs Blocking Trophy (en) 2020. Reconnu unanimement joueur All-American en 2020, il est également sélectionné dans la deuxième équipe de la SEC en 2018 et dans la première équipe en 2019 et 2020.

## Biographie

### Jeunesse
Leatherwood est né le 5 janvier 1999, et grandit à Pensacola en Floride et y étudie au lycée Booker T. Washington. Il est sélectionné dans la première équipe de la région par le Pensacola News Journal (en) lors de ses saisons junior et senior. Au terme de sa dernière année au lycée, il est sélectionné dans la première équipe All-America par le magazine Parade, dans la deuxième équipe All-America par USA Today et dispute l'All-American Bowl (en). Leatherwood est considéré comme une possible recrue 5 étoiles et comme une des 10 meilleures recrues de sa classe.

### Carrière universitaire
Leatherwood Intègre l'université de l'Alabama pour y jouer au football américain universitaire et dispute sept matchs en tant que true freshman. Il obtient un temps de jeu significatif lors du College Football Championship Game 2018, entrant au poste de left tackle après la blessure du titulaire Jonah Williams au cours du troisième quart temps. Il devient titulaire au poste d'offensive guard au début de sa deuxième saison. Il commence les 15 matchs de 2018, totalisant 21 pressions sur quarterback, et est sélectionné dans la deuxième équipe de la Southeastern Conference (SEC),.
En 2019, Leatherwood retourne au poste de left tackle. Il est sélectionné dans la première équipe de la SEC et dans deuxième équipe All-America par le Sporting News avant le début de la saison. Vers la mi-saison, on estime qu'il va entrer en ligne de compte pour le trophée Outland. Leatherwood, titulaire toute la saison, est sélectionné dans la première équipe de la SEC par les entraîneurs et dans la deuxième équipe par les médias. Il est également sélectionné dans première équipe All-America par l'American Football Coaches Association (en). Après avoir envisagé de se présenter à la draft 2020 de la NFL, Leatherwood annonce qu'il reste à Alabama pour sa saison senior.
Titulaire pour les 13 matchs d'Alabama en 2020, Leatherwood participe à la victoire du Crimson Tide lors du College Football Championship Game 2021. Il est sélectionné dans la première équipe de la SEC et est désigné vainqueur du Jacobs Blocking Trophy (en) à égalité avec son coéquipier Landon Dickerson. Leatherwood est sélectionné à l'unanimité dans la première équipe All-America et se voit attribuer le trophée Outland 2020 en tant que meilleur joueur de ligne intérieur du pays.

### Carrière professionnelle
| Taille                 | Poids            | Bras              | Main             | Sprint   | Sprint   | Sprint   | Shuttle 20 yards | 3 cones drill | Détente         | Détente          | Développé couché | Test Wonderlic |
| Taille                 | Poids            | Bras              | Main             | 40 yards | 10 yards | 20 yards | Shuttle 20 yards | 3 cones drill | verticale       | horizontale      | Développé couché | Test Wonderlic |
| 1,95 m (6 ft 4 3/4 in) | 142 kg (312 lbs) | 86 cm (33 7/8 in) | 24 cm (9 1/2 in) | 4,99 s   | 1,78 s   | 2,94 s   | 4,65 s           | 7,45 s        | 88 cm (34,5 in) | 3 m (9 ft 10 in) | -                | -              |

#### Raiders de Las Vegas
Leatherwood est sélectionné en 17e choix global lors du premier tour de la draft 2021 de la NFL par la franchise des Raiders de Las Vegas. Le 24 mai 2021, il y signe son contrat rookie de quatre ans pour un montant de 14,39 millions de dollars garantis,. Il est déplacé au poste d'offensive guard après avoir connu des difficultés à jouer en tant qu'offensive tackle. Il est libéré par les Raiders le 30 août 2022.

#### Bears  de Chicago
Le 31 août 2022, le contrat de Leatherwood est récupéré par les Bears de Chicago.
Le 27 août 2023, Leatherwood est libéré par les Bears.

#### Browns de Cleveland
Le 30 août 2023, Leatherwood est recruté par les Browns de Cleveland pour intégrer leur équipe d'entraînement. Son contrat expire en fin de la saison, le 13 janvier 2024, et il devient agent libre.

#### Chargers de Los Angeles
Le 29 mai 2024, Leatherwood signe avec les Chargers de Los Angeles. Libéré le 27 août, il est réengagé le lendemain pour intégrer l'équipe d'entraînement. Il est à nouveau libéré par les Chargers le 10 décembre 2024.

## Vie privée
En juin 2020, Leatherwood écrit le scénario d'une vidéo en soutien au mouvement Black Lives Matter. Il apparait dans la vidéo avec d'autres joueurs du Crimson Tide de l'Alabama et leur entraîneur Nick Saban.